# 瘋狗綁票令
《瘋狗綁票令》（英語：Seven Psychopaths）是一部2012年的黑色幽默犯罪電影，由馬丁·麥多納執導和編劇，領銜主演為科林·法瑞尔、山姆·洛克威尔、伍迪·哈里森、克里斯托弗·沃肯，配角有汤姆·威茨、艾比·寇尼許、欧嘉·柯瑞兰寇和柴爾柯·伊凡奈克。
《瘋狗綁票令》的首映日期為2012年9月7日（多倫多國際電影節），美國和加拿大為2012年10月12日，英國為2012年12月7日，香港為2013年4月11日。
美國洛杉磯為主要拍攝場地。這個故事主要綁架狗，為西施犬。